# Amanda Wilson
Amanda Leigh Wilson (Peckham, Londen, 13 april 1980) is een Engelse zangeres. Ze brak door als zangeres van de Engelse act Freemasons en scoorde daarmee enkele hits. Ook solo is ze actief en is ze regelmatig ook te horen op danceplaten van bekende acts en dj's.

## Achtergrond
Amanda Wilson werd geboren in Zuidoost-Londen (Peckham). Op tienjarige leeftijd begon ze met haar carrière als zangeres. Eerst op school, maar al snel zong ze ook in karaokecompetities en talentenshows.
Een echte doorbraak liet op zich wachten tot 2004. In de lokale bar 'The Farwig' in het Engelse Bromley werd ze opgemerkt door een producer toen ze het nummer 'Hero' van Mariah Carey zong. Hij nodigde haar uit naar de studio te komen, waar ze later geïntroduceerd werd bij de Freemasons.
Samen met de Freemasons nam ze de tracks 'Love on My Mind' en 'Watchin' op, waarmee ze haar eerste hits scoorde.

## Discografie

### Singles
| Single met eventuele hitnotering(en) in de Nederlandse Top 40 | Datum van verschijnen | Datum van binnenkomst | Hoogste positie | Aantal weken | Opmerkingen                                                            |
| ------------------------------------------------------------- | --------------------- | --------------------- | --------------- | ------------ | ---------------------------------------------------------------------- |
| Love on my mind                                               | 18-08-2005            | 24-09-2005            | 26              | 5            | met Freemasons / Nr. 41 in de Single Top 100 / Dancesmash op Radio 538 |
| Watchin'                                                      | 2006                  | 18-03-2006            | 29              | 5            | met Freemasons / Nr. 44 in de Single Top 100 / Dancesmash op Radio 538 |
| Falling 4 you                                                 | 2008                  | -                     |                 |              | met Soulcatcher / Nr. 84 in de Single Top 100                          |
| Keep this fire burning                                        | 22-12-2008            | 31-01-2009            | 30              | 5            | met Outsiders / Nr. 45 in de Single Top 100                            |

| Single met hitnotering(en) in de Vlaamse Ultratop 50 | Datum van verschijnen | Datum van binnenkomst | Hoogste positie | Aantal weken | Opmerkingen         |
| ---------------------------------------------------- | --------------------- | --------------------- | --------------- | ------------ | ------------------- |
| Love on my mind                                      | 2005                  | 10-09-2005            | 27              | 9            | met Freemasons      |
| Watchin'                                             | 2006                  | 25-02-2006            | 34              | 8            | met Freemasons      |
| Keep this fire burning                               | 2008                  | 28-02-2009            | tip23           | -            | met Outsiders       |
| You found me                                         | 11-07-2011            | 27-08-2011            | tip24           | -            | met Dim Chris       |
| Doing it right                                       | 2012                  | 22-09-2012            | tip100*         |              | met Remady & Manu-L |

## Overige singles
- 2006: Electric love met Glamour Katz
- 2007: I feel like met Freemasons
- 2007: Gotta let go met A. Lee
- 2007: Intoxicated met Raw
- 2007: Heaven in your eyes met Night Drive
- 2007: The right way met Wawa & Herd
- 2008: Disco's revenge met Gusto
- 2008: Good 4 me met Daytone
- 2008: Pure emotion met Mr Fix It
- 2008: Found a miracle met Loveless
- 2010: Seek bromance met Tim Berg